# Opistophthalmus fitzsimonsi
Espèce
Synonymes
- Opistophthalmus intercedens fitzsimonsi Hewitt, 1935

Opistophthalmus fitzsimonsi est une espèce de scorpions de la famille des Scorpionidae.

## Distribution
Cette espèce se rencontre au Botswana, en Namibie et en Afrique du Sud.

## Description
Le mâle mesure 62 mm et la femelle 58 mm.

## Systématique et taxinomie
Cette espèce a été décrite sous le protonyme Opistophthalmus intercedens fitzsimonsi par Hewitt en 1935. Elle est élevée au rang d'espèce par Lamoral en 1979.

## Étymologie
Cette espèce est nommée en l'honneur de Frederick William FitzSimons.

## Publication originale
- Hewitt, 1935  : Scientific results of the Vernay-Lang Kalahari expedition, March to September, 1930. The trap-door spiders, scorpions and solifuges. Annals of the Transvaal Museum, vol. 16, no 3, p. 459–479 (texte intégral).